# Cúp Puskás 2014
Cúp Puskás 2014 là mùa giải thứ bảy của Cúp Puskás và diễn ra từ 18 đến 21 tháng Tư tại Felcsút, Hungary. Real Madrid là đương kim vô địch.
Ngày 3 tháng 3 năm 2014, trận chung kết Cúp Puskás 2014 được thông báo sẽ là trận khai sân của Pancho Arena. György Szöllősi, giám đốc truyền thông của Học viện Bóng đá Ferenc Puskás, thông báo rằng sẽ có 4.500 khán giả trong trận chung kết. Trong số những khách mời, có phu nhân của Ferenc Puskás, huyền thoại bóng đá người Croatia, Davor Šuker, cựu huấn luyện viên của đội tuyển Đức và Hungary, Lothar Matthäus, cựu huấn luyên viên Videoton và đội tuyển Bồ Đào Nha Paulo Sousa, và cựu thành viên Đội tuyển vàng Jenő Buzánszky và Gyula Grosics. Diễn văn khai mạc sẽ được phát biểu bởi chủ tịch  Ủy ban Olympic Hungary và cựu thành viên Nghị viện Hungary Pál Schmitt và chủ tịch Liên đoàn bóng đá Tây Ban Nha, Ángel María Villar.

## Đội bóng tham gia
- Budapest Honvéd (đội cũ của Ferenc Puskás)
- Dinamo Zagreb (được mời)
- Melbourne Football Institute (được mời)
- Panathinaikos (đội cũ của Ferenc Puskás)
- Puskás Akadémia (chủ nhà)
- Real Madrid (đội cũ của Ferenc Puskás)

## Địa điểm
| Felcsút                                       |
| --------------------------------------------- |
|                                               |
| Pancho Arena                                  |
| 47°27′50″B 18°35′12″Đ / 47,46389°B 18,58667°Đ |
| Sức chứa: 3.500                               |

## Đội hình

### Budapest Honvéd
Huấn luyện viên: András Rakonczay
Ghi chú: Quốc kỳ chỉ đội tuyển quốc gia được xác định rõ trong điều lệ tư cách FIFA. Các cầu thủ có thể giữ hơn một quốc tịch ngoài FIFA.
| Số | VT | Quốc gia | Cầu thủ             |
| -- | -- | -------- | ------------------- |
| —  | TM | Hungary  | Márk Fölöp Ivicevic |
| —  | TM | Hungary  | Dániel Vajda        |
| —  | HV | Hungary  | Zsolt Fék           |
| —  | HV | Hungary  | Dániel Kaposi       |
| —  | HV | Hungary  | Barna Nemes         |
| —  | HV | Hungary  | Ádám Tamaskó        |
| —  | HV | Hungary  | Márkó Varga         |
| —  | TV | Hungary  | János Bodrogi       |
| —  | TV | Hungary  | Imre Fehér          |
| —  | TV | Hungary  | Kristóf Herjeczki   |
| —  | TV | Hungary  | Viktor Kiss         |
| —  | TV | Hungary  | Dominik Rózsahegyi  |
| —  | TV | Hungary  | Soma Szellák        |
| —  | TĐ | Hungary  | Ákos Bíró           |
| —  | TĐ | Hungary  | Bence Bíró          |
| —  | TĐ | Hungary  | Bence Fehér         |
| —  | TĐ | Hungary  | Alexander Pendl     |
| —  | TĐ | Hungary  | Kristóf Szücs       |
| —  | TĐ | Hungary  | Dávid Soós          |
| —  | TĐ | Hungary  | Bálint Tömösvári    |

### Dinamo Zagreb
Huấn luyện viên: Jozo Bandic
Ghi chú: Quốc kỳ chỉ đội tuyển quốc gia được xác định rõ trong điều lệ tư cách FIFA. Các cầu thủ có thể giữ hơn một quốc tịch ngoài FIFA.
| Số | VT | Quốc gia | Cầu thủ          |
| -- | -- | -------- | ---------------- |
| —  | TM | Croatia  | Partik Gujić     |
| —  | TM | Croatia  | Adrijan Śemper   |
| —  | HV | Croatia  | Filip Benković   |
| —  | HV | Croatia  | Toni Borevković  |
| —  | HV | Croatia  | Branimir Kalaica |
| —  | HV | Croatia  | Tin Kulenović    |
| —  | HV | Croatia  | Karlo Plantak    |
| —  | HV | Croatia  | Borna Sosa       |
| —  | HV | Croatia  | Ivan Vujica      |
| —  | TV | Croatia  | Petar Botica     |
| —  | TV | Croatia  | Bojan Knežević   |
| —  | TV | Croatia  | Matija Fintić    |
| —  | TV | Croatia  | Nikola Moro      |
| —  | TV | Croatia  | Mihovil Raśić    |
| —  | TV | Croatia  | Maks Slunjski    |
| —  | TĐ | Croatia  | Andrej Beślić    |
| —  | TĐ | Croatia  | Marijan Ćabraja  |
| —  | TĐ | Croatia  | Tin Matić        |
| —  | TĐ | Croatia  | Borna Miklić     |
| —  | TĐ | Croatia  | Luka Viśić       |

### Melbourne Football Institute
Huấn luyện viên:
Ghi chú: Quốc kỳ chỉ đội tuyển quốc gia được xác định rõ trong điều lệ tư cách FIFA. Các cầu thủ có thể giữ hơn một quốc tịch ngoài FIFA.
| Số | VT | Quốc gia | Cầu thủ |
| -- | -- | -------- | ------- |
| —  | TM | Úc       |         |
| —  | TM | Úc       |         |
| —  | HV | Úc       |         |
| —  | HV | Úc       |         |
| —  | HV | Úc       |         |
| —  | HV | Úc       |         |
| —  | TV | Úc       |         |
| —  | TV | Úc       |         |
| —  | TV | Úc       |         |
| —  | TV | Úc       |         |
| —  | TĐ | Úc       |         |
| —  | TĐ | Úc       |         |

### Panathinaikos
Huấn luyện viên:
Ghi chú: Quốc kỳ chỉ đội tuyển quốc gia được xác định rõ trong điều lệ tư cách FIFA. Các cầu thủ có thể giữ hơn một quốc tịch ngoài FIFA.
| Số | VT | Quốc gia | Cầu thủ |
| -- | -- | -------- | ------- |
| —  | TM | Hy Lạp   |         |
| —  | TM | Hy Lạp   |         |
| —  | HV | Hy Lạp   |         |
| —  | HV | Hy Lạp   |         |
| —  | HV | Hy Lạp   |         |
| —  | HV | Hy Lạp   |         |
| —  | TV | Hy Lạp   |         |
| —  | TV | Hy Lạp   |         |
| —  | TV | Hy Lạp   |         |
| —  | TV | Hy Lạp   |         |
| —  | TĐ | Hy Lạp   |         |
| —  | TĐ | Hy Lạp   |         |

### Puskás Akadémia
Huấn luyện viên: István Vincze
Ghi chú: Quốc kỳ chỉ đội tuyển quốc gia được xác định rõ trong điều lệ tư cách FIFA. Các cầu thủ có thể giữ hơn một quốc tịch ngoài FIFA.
| Số | VT | Quốc gia | Cầu thủ            |
| -- | -- | -------- | ------------------ |
| —  | TM | Hungary  | Balázs Tóth        |
| —  | TM | Hungary  | Renátó Boros       |
| —  | HV | Hungary  | Norbert Göbölös    |
| —  | HV | Hungary  | Dániel Kertai      |
| —  | HV | Hungary  | Dávid Kiss         |
| —  | HV | Hungary  | Bonifác Csonka     |
| —  | HV | Hungary  | Noel László        |
| —  | HV | Hungary  | Sándor Nagy        |
| —  | HV | Hungary  | György Hursán      |
| —  | TV | Hungary  | De Oliveira Ayrton |
| —  | TV | Hungary  | András Erdei       |
| —  | TV | Hungary  | Mátyás Tajti       |
| —  | TV | Hungary  | Bence Szabó        |
| —  | TV | Hungary  | Roland Sallai      |
| —  | TĐ | Hungary  | Levente Mezőssy    |
| —  | TĐ | Hungary  | Alex Damásdi       |
| —  | TĐ | Hungary  | Bence Péter        |
| —  | TĐ | Hungary  | Zsolt Óvári        |
| —  | TĐ | Hungary  | Szilárd Magyari    |
| —  | TĐ | Hungary  | Adrián Szőke       |

### Real Madrid
Huấn luyện viên:
Ghi chú: Quốc kỳ chỉ đội tuyển quốc gia được xác định rõ trong điều lệ tư cách FIFA. Các cầu thủ có thể giữ hơn một quốc tịch ngoài FIFA.
| Số | VT | Quốc gia    | Cầu thủ |
| -- | -- | ----------- | ------- |
| —  | TM | Tây Ban Nha |         |
| —  | TM | Tây Ban Nha |         |
| —  | HV | Tây Ban Nha |         |
| —  | HV | Tây Ban Nha |         |
| —  | HV | Tây Ban Nha |         |
| —  | HV | Tây Ban Nha |         |
| —  | TV | Tây Ban Nha |         |
| —  | TV | Tây Ban Nha |         |
| —  | TV | Tây Ban Nha |         |
| —  | TV | Tây Ban Nha |         |
| —  | TĐ | Tây Ban Nha |         |
| —  | TĐ | Tây Ban Nha |         |

Kết quả
Tất cả thời gian tính theo (UTC+2).

### Bảng A
| Đội bóng        | St | T | H | B | GF | BB | HS | Đ |
| --------------- | -- | - | - | - | -- | -- | -- | - |
| Puskás Akadémia | 2  | 2 | 0 | 0 | 3  | 1  | +2 | 6 |
| Dinamo Zagreb   | 1  | 1 | 0 | 1 | 5  | 1  | +4 | 3 |
| Panathinaikos   | 1  | 0 | 0 | 2 | 1  | 7  | -6 | 0 |

| Puskás Akadémia | 2–1    | Panathinaikos |
| --------------- | ------ | ------------- |
|                 | Report |               |

| Puskás Akadémia | 1–0    | Dinamo Zagreb |
| --------------- | ------ | ------------- |
|                 | Report |               |

| Panathinaikos | 0–5    | Dinamo Zagreb |
| ------------- | ------ | ------------- |
|               | Report |               |

### Bảng B
| Đội bóng                     | St | T | H | B | GF | BB | HS  | Đ |
| ---------------------------- | -- | - | - | - | -- | -- | --- | - |
| Real Madrid                  | 2  | 2 | 0 | 0 | 12 | 0  | +12 | 6 |
| Budapest Honvéd              | 1  | 1 | 0 | 1 | 7  | 4  | +3  | 3 |
| Melbourne Football Institute | 1  | 0 | 0 | 2 | 2  | 17 | -15 | 0 |

| Real Madrid | 2–0    | Budapest Honvéd |
| ----------- | ------ | --------------- |
|             | Report |                 |

| Real Madrid | 10–0   | Melbourne Football Institute |
| ----------- | ------ | ---------------------------- |
|             | Report |                              |

| Budapest Honvéd | 7–2    | Melbourne Football Institute |
| --------------- | ------ | ---------------------------- |
|                 | Report |                              |

### Tranh hạng 5
| Panathinaikos | 4–2    | Melbourne Football Institute |
| ------------- | ------ | ---------------------------- |
|               | Report |                              |

### Tranh hạng 3
| Dinamo Zagreb | 3–0    | Budapest Honvéd |
| ------------- | ------ | --------------- |
|               | Report |                 |

### Chung kết
| Real Madrid | 1–0    | Puskás Akadémia |
| ----------- | ------ | --------------- |
|             | Report |                 |

## Cầu thủ ghi bàn
| Thứ hạng | Cầu thủ                    | Đội bóng        | Số bàn thắng |
| -------- | -------------------------- | --------------- | ------------ |
|          | Alberto Rubio              | Real Madrid     | 3            |
|          | Roland Sallai              | Puskás Akadémia | 2            |
|          | Borja Majoral              | Real Madrid     | 2            |
|          | Mario Rodríguez            | Real Madrid     | 2            |
|          | Inaki Dorado               | Real Madrid     | 2            |
|          | Jaime Seoane               | Real Madrid     | 1            |
|          | Álvaro Fidalgo             | Real Madrid     | 1            |
|          | Haniel Fernández           | Real Madrid     | 1            |
|          | Alex Damásdi               | Puskás Akadémia | 1            |
|          | Anastasios Chatzigiovannis | Panathinaikos   | 1            |